# Дроздовий тапакуло
Дроздовий тапакуло (Scelorchilus) — рід горобцеподібних птахів родини галітових (Rhinocryptidae). Містить 3 види.

## Поширення
Представники роду поширені у південно-західній частині Південного конуса Південної Америки. Живуть у підліску гірських лісів.

## Види
- Тапакуло білогорлий (Scelorchilus albicollis)[2] — населяє центральну і північну частину Чилі.
- Тапакуло рудогорлий (Scelorchilus rubecula)[3] — мешкає на півдні Чилі та у південно-західній частині Аргентини.